# Agustina Lecouna
Agustina Lecouna (San Isidro, 19 de dezembro de 1977) é uma atriz argentina, filha de Raúl Lecouna e Celina Amadeo.

## Trabalhos como atriz
- 2007:  Quiéreme — como Rita
- 2007: Lalola (TV) — como Natália
- 2007: Nevar en Buenos Aires
- 2005: Doble vida (TV) — como Malena Saravia
- 2005: Papá se volvió loco — como Azafata
- 2004: Jesús, el heredero (TV) — como Rosario Sánchez Alé
- 1999: Cabecita (TV)